# Praga R1
Der Praga R1 ist ein einsitziger Sportwagenprototyp der tschechischen Automarke Praga aus der Hauptstadt Prag.

## 1. Generation (2013–2021)

### Entwicklung
Die Entwicklung des R1 begann 2009, am 10. Oktober 2012 absolvierte Danny van Dongen die erste offizielle Testfahrt. Am 15. November 2012 wurde er offiziell vorgestellt. Im März 2013 startete die Produktion.

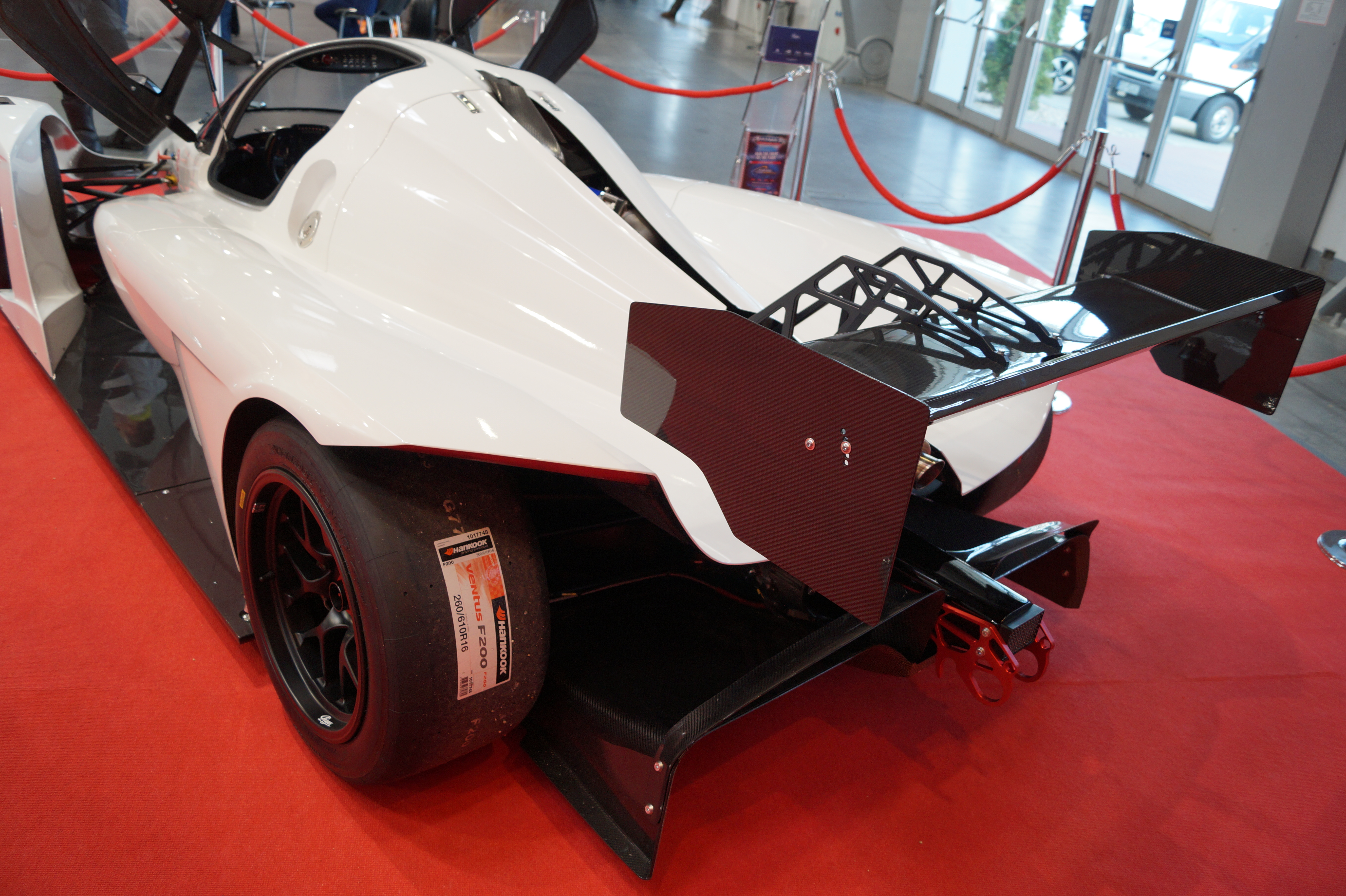
Heckansicht mit markanten Spoiler
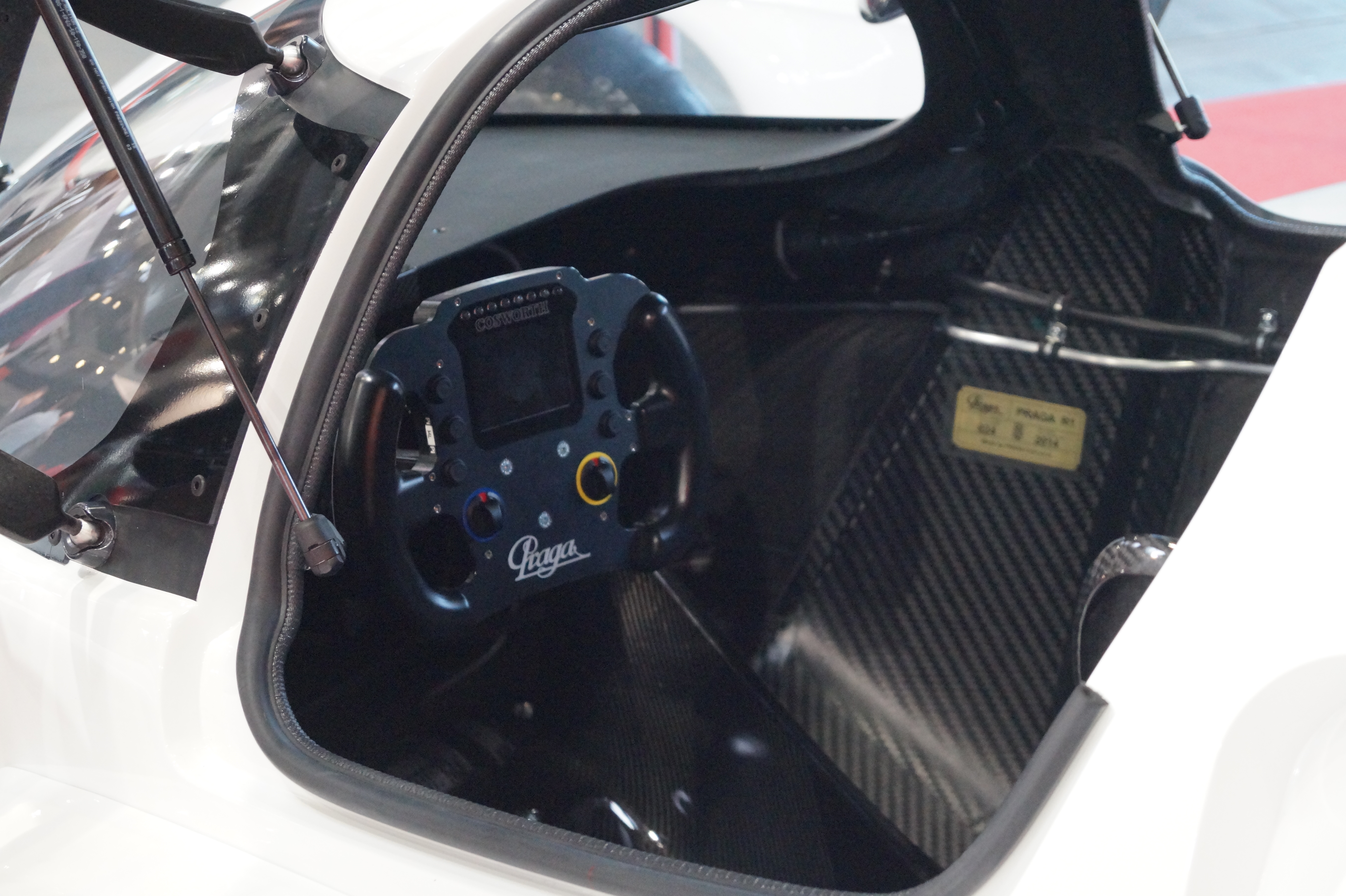
Innenraum

### Technische Daten
Angetrieben wird die erste Generation des R1 von einem Vierzylinder-Renault-F4R-Motor mit einem Hubraum von 1998 cm³. Der Motor leistet 210 PS. Die Schaltung erfolgt über ein halbautomatisches sequenzielles 6-Gang-Getriebe. Eine Höchstgeschwindigkeit wird nicht angegeben. Der Motor sollte alle 10.000 km überholt werden.

## 2. Generation (seit 2021)
Eine neue Generation des Rennwagens wurde im Januar 2021 vorgestellt. Er hat ein neues Monocoque, das die Crash-Sicherheit verbessern soll. Außerdem wurde die Karosserie umgestaltet. Sowohl Chassis als auch Karosserie bestehen aus kohlenstofffaserverstärktem Kunstharz. An der Weiterentwicklung soll auch der Rennfahrer Romain Grosjean beteiligt gewesen sein.

### Technische Daten
Der Vierzylinder-Ottomotor stammt von Alpine. Gemeinsam mit Cosworth wurde die Motorelektronik verändert. Der Motor, der jetzt von einem Abgasturbolader aufgeladen ist, hat zwei Liter Hubraum und leistet 272 kW (370 PS). Das 6-Gang-Getriebe stammt von Hewland.